# Canonical Link
Ein kanonischer Link, auch kanonische URL (englisch Canonical Link), gibt Webseitenbetreibern in einem HTML-Dokument die Möglichkeit, bei mehrfach verwendetem Inhalt (Duplicate Content) die Originalressource auszuweisen. Er ist beschrieben im RFC 6596 und wird in Form eines link-Elements dem Canonical-Attribut, englisch Canonical Tag, im Kopf eines HTML-Dokuments notiert. Beispiel:
```
<
link
 
rel
=
"canonical"
 
href
=
"https://example.com/unterseite.html"
>

```

In XHTML ist ein abschließender Schrägstrich nötig, in HTML nicht. Ab HTML 5 wird er ignoriert.

## Zweck
Oft kommt es vor, dass mehrere URIs auf den gleichen Inhalt verweisen. Beispiele sind dynamisch generierter Inhalt, wie in Foren oder anderen Content-Management-Systemen, bei denen die gleichen Einträge unter verschiedenen Adressen abrufbar sind; dies kann beispielsweise durch verschiedene Filteroptionen oder Sitzungs-IDs bedingt sein. Weitere Beispiele sind Druckansichten von Webseiten oder auch lokale Kopien von Dateien, wie beispielsweise Lizenzen. In diesen Fällen kann mit dem Canonical Link der primäre URI angegeben werden, unter dem der Inhalt erreichbar sein soll. Ohne diese Angabe besteht die Gefahr, dass Suchmaschinen die Inhalte willkürlich indexieren und unter Umständen das Duplikat als primäre Ressource betrachten.
Verlinkende Webseiten, insbesondere Suchmaschinen mit ihren Linkdatenbanken, können so das Originaldokument zu einer Seite finden und darauf in den Suchergebnissen verweisen. Das Attribut wurde von Suchmaschinenbetreibern – allen voran Google – eingeführt, um es ihren Webcrawlern zu erleichtern, die Primärressource sicher zu erkennen. Eine Garantie, dass es von Suchmaschinen beachtet wird, gibt es jedoch nicht. Da das Canonical-Attribut von Suchmaschinencrawlern ähnlich wie ein 301-Umleitungscode behandelt wird, ist die Bezeichnung „Link“ etwas irreführend, die praktisch immer mit einem anklickbaren Link (a-Element) in einem HTML-Dokument assoziiert wird. Die Bezeichnung „Link“ (englisch für „Verknüpfung“) bezieht sich darauf, dass zwei Dokumente miteinander verknüpft werden, ohne dass dafür zwangsläufig eine Benutzerinteraktion erforderlich wäre.
Eine fehlerhafte Verwendung kanonischer Links (z. B. mehrere in einem HTML-Dokument, die Platzierung des Elements im Körperbereich, Verweis auf eine abgekürzte URLs, widersprüchliche Mischung mit „noindex“ und „nofollow“ Meta-Attributen, Aussperren der Suchmaschinencrawler per robots.txt oder der Verweis auf eine fehlerhafte URL) führt zu Problemen und verhindert im Allgemeinen die Wirkung des kanonischen Links. Der Einsatz von kanonischen Links ist im Rahmen der Suchmaschinenoptimierung eine Methode, die von Suchmaschinen als Hinweis verwendet werden kann, aber nicht zwingend verwendet werden muss.